# Tietomaa

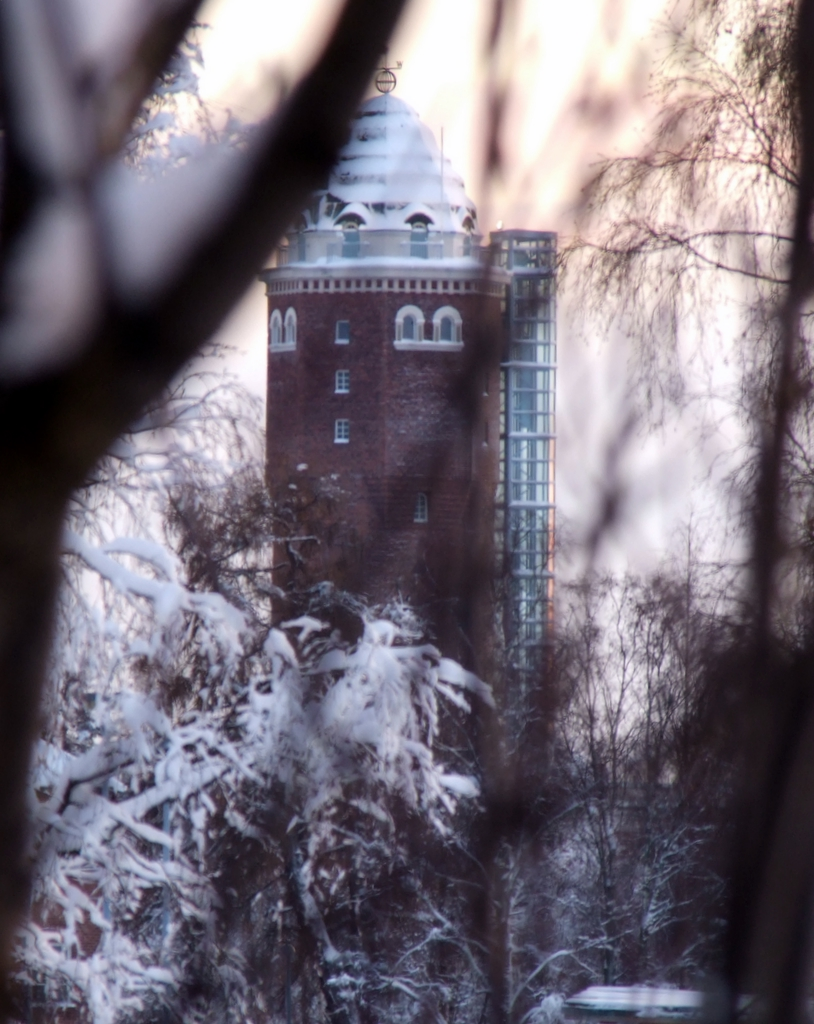
Torre del agua de Oulu, parte integrante del centro de la ciencia Tietomaa.

El centro de la ciencia Tietomaa, en finés (Tiedekeskus Tietomaa), es el primer centro de la ciencia de Finlandia, situado en el Parque Ainola de Oulu. 
La visita de Tietomaa está recomendada para todas las edades. Los temas científicos que se muestran cambian todos los años. Las exposiciones presentan aparatos de la técnica y diferentes campos de la ciencia. La duración del recorrido suele durar unas cuatro horas.
En Tietomaa hay una pantalla de cine panorámica que es la mayor pantalla de cine de Finlandia, donde las películas documentales se exhiben con un proyector de 8/70 mm.